# Цимба, Ричард
Ричард Утете Цимба (англ. Richard Utete Tsimba; 9 июля 1965 — 30 апреля 2000) — зимбабвийский регбист, выступавший на позиции центра. Старший брат другого зимбабвийского регбиста, Кеннеди Цимба, флай-хава. Первый в истории Зимбабве чернокожий регбист, попавший в национальную сборную.

## Игровая карьера
Родился 9 июля 1965 года в Солсбери (ныне Хараре). Отец — Артур Филип Цимба (ум. 1978), владелец гостиницы в Русапе (160 км к востоку от Хараре), мать — Фреда Цимба, владелец большой фермы по выращиванию клубники. Эта семья владела винным магазином и скотобойней в местечке Дзиварасеква к западу от Хараре. У Ричарда и Кеннеди также были несколько сестёр. Ричард окончил школу для мальчиков Питерхаус — элитную школу, находившуюся в часе езды к востоку от Хараре. Учился в университете на авиаинженера, в качестве любителя выступал за регбийную команду «Чаминука», позже перешёл в команду «Олд Джорджианс».
29 июня 1986 года Ричард Цимба сыграл свой первый матч за сборную Зимбабве против сборной СССР в Булавайо, который завершился победой зимбабвийцев со счётом 26:19. 23 мая 1987 года в Окленде Цимба провёл свой первый матч на чемпионате мира в Новой Зеландии: соперником зимбабвийцев стали румыны, которые обыграли африканцев 21:20, а Цимба занёс в той встрече две попытки (в ходе одной из них он обыграл сразу пятерых румын). Вторую игру он провёл против французов 2 июня на том же чемпионате мира, в которой зимбабвийцы проиграли 12:70. После чемпионата мира Ричард на волне успеха отправился играть в США за калифорнийский клуб «Бельмонт-Шор», однако в 1990 году вернулся на родину.
Ещё три матча он провёл за Зимбабве на последующем чемпионате мира, проходившем номинально в Англии: при этом сам Цимба не играл в квалификационных встречах к турниру.  За несколько недель до старта чемпионата мира в Англии Ричард Цимба, Элимон Чимбима и ещё один игрок, Зинаваи «Зив» Дзиномурумби устроили посиделки в баре до глубокой ночи, а на следующий день на тренировке все трое вынуждены были пробегать спринт 10x100 м меньше чем за 13 секунд, и в итоге всех троих стошнило. Ричард провёл на турнире встречи группового этапа против Ирландии, Шотландии и Японии. Зимбабвийцы проиграли все три встречи, а в последней из них 14 октября 1991 года, прошедшей в Белфасте против японцев, Цимба занёс свою третью попытку (поражение 8:52). Всего в его активе было 5 игр и 12 очков на чемпионатах мира (по 4 за попытку по тем правилам).
В дальнейшем Ричард Цимба играл не только за «Олд Джорджианс», но и за команду «Олд Харарианс» — клуб выпускников школы имени принца Эдуарда, работавший при табачной фабрике. В 1993 году он фактически завершил игровую карьеру и занялся бизнесом, окончательно уйдя из регби в 1995 году.

## Стиль игры
Игроками отмечались преимущественно скорость и результативность Цимбы, игравшего на позиции внешнего центрового (номер 13), хотя он также превосходно отрабатывал в защите. Играя на позиции внешнего центрового, он также отличался видением игры, умея руководить стратегией в атаке и координировать оборонительные действия задней линии. На уровне сборной Ричарда прозвали «Чёрным бриллиантом», на клубном уровне — «Костоломом» за жёсткую игру в обороне. 
По словам брата Кеннеди, Ричард во время захватов нередко «перебарщивал» и выводил из строя противников. Один такой случай якобы был в матче «Олд Джорджианс» против команды «Олд Милтонианс», когда Ричард призывал выбить мяч повыше, а игрок команды противника, который собирался поймать мяч, сам попал в жёсткий захват Ричарда и получил серьёзную травму, выбыв из строя до конца матча. Кеннеди утверждал, что в то время команды добивались превосходства на поле путём запугивания противника.

## Смерть и память
30 апреля 2000 года Ричард Цимба погиб в автокатастрофе в Хараре, оставив супругу Клео (работала телеведущей) и троих дочерей. 25 октября 2012 года он был посмертно включён в Зал славы World Rugby вместе со своим живущим братом Кеннеди.